# 吉亚乡
吉亚乡，是中华人民共和国新疆维吾尔自治区和田地區和田市下辖的一个乡镇级行政单位。

## 行政区划
吉亚乡下辖以下地区：
塔吾阿孜村、苏亚玉吉买勒克村、欧吞其尧勒村、阔恰村、苏亚兰干村、巴什兰干村、库木巴格村、艾里玛塔木村、吉勒尕艾日克村、库塔孜买里村、阿克买里村、夏克买里村、阿孜乃巴扎村、铁热克力克村、克尔帕买里村、买迪日斯博依村、喀勒塔吐格曼村、亚吐格曼村和巴什吐格曼村。